# Avec le temps (Léo Ferré)
Avec le temps (1971) was het meest succesvolle chanson van de dichter, componist, pianist en zanger Léo Ferré (1916-1993). De muziek en de tekst schreef Ferré in twee uur. De opname was in oktober 1970 en bestemd voor het tweede deel van zijn album Amour Anarchie Ferré 70, maar de platenmaatschappij Barclay vond dat het chanson niet paste bij de sfeer van de overige chansons op dit album. Uiteindelijk werd Avec le temps in 1971 uitgebracht als single. Op de B-kant stond L'Adieu.

## Geschiedenis
Léo Ferré schreef Avec le temps in 1969 na de breuk tussen hem en Madeleine Rabereau met wie hij in 1952 was getrouwd. Hij verwoordde in dit chanson zijn diepe teleurstelling in de liefde. Léo Ferré gaf Madeleine de schuld van de dood in 1968 van hun vrouwtjeschimpansee Pépée, die ze in 1961 hadden geadopteerd en die ze behandelden alsof het hun dochter was. In het voorjaar van 1968 was Pépée in het bijzijn van Léo Ferré uit een boom gevallen. Pépée was ernstig gewond geraakt aan haar hoofd. Sinds de val was Pépée niet meer benaderbaar. Toen Léo Ferré na een optreden in maart 1968 niet naar huis kwam, vroeg een radeloze Madeleine aan een buurman om Pépée dood te schieten. Aan dit familiedrama lag ook ten grondslag dat Léo Ferré toen al een buitenechtelijke relatie had met Marie-Christine Diaz, een jong Spaans meisje dat in hun Chateau de Pechrigal in het departement Lot voor hun dieren zorgde. Na een lange juridische strijd werd uiteindelijk in 1973 de echtscheiding tussen Léo Ferré en Madeleine Rabereau uitgesproken. In 1974 trouwde Ferré met Marie-Christine Diaz. Uit hun relatie werden drie kinderen geboren, in 1970, 1974 en 1978.

## Vertolkingen
Avec le temps werd o.a. vertolkt door Catherine Sauvage, Dalida, Jacques Brel, Jane Birkin, Céline Dion, Henri Salvador, Francesca Solleville, Juliette Gréco, Johnny Hallyday en Liesbeth List.